# Audiogenic
Audiogenic Software ist einer der ältesten britischen Videospiel-Hersteller, die 1985 aus den Überresten eines älteren Unternehmens mit der gleichen Firma entstanden war. Audiogenic wurde von Martin Maynard in Theale, Berkshire gegründet. Das Unternehmen produzierte bis 1997 Computerspiele. Danach wurde der Großteil der Entwickler von Codemasters übernommen, um Titel wie Brian Lara Cricket für PlayStation zu entwickeln. Trotz dieser Entwicklung gibt es Audiogenic weiterhin. Das Unternehmen lizenziert ihre bestehenden Produkte weiter, um diese auf neuen Plattformen zu veröffentlichen.
Obwohl Audiogenic in den USA unbekannt war, konnte das Unternehmen Erfolge in Großbritannien und Australien mit ihren Sportspielen feiern.